# Mouad Tauil
 Mouad Tauil  (23 januari 1995) is een Belgische voetballer. Hij speelt als Middenvelder bij Lierse SK. Hij debuteerde op 24 mei 2015 in de eindronde tegen Lommel United. Hij kwam over van de JMG-academie in België samen met 
Ahmed El Messaoudi,  Faysel Kasmi en Anas Tahiri. 

## Statistieken
| Seizoen        | Club           | Land            | Competitie         | Competitie | Competitie | Beker | Beker | Internationaal | Internationaal | Totaal | Totaal |
| Seizoen        | Club           | Land            | Competitie         | Wed.       | Dlp.       | Wed.  | Dlp.  | Wed.           | Dlp.           | Wed.   | Dlp.   |
| -------------- | -------------- | --------------- | ------------------ | ---------- | ---------- | ----- | ----- | -------------- | -------------- | ------ | ------ |
| 2014/15        | K. Lierse SK   | Vlag van België | Jupiler Pro League | 1          | 0          | 0     | 0     | —              | —              | 1      | 0      |
| 2015/16        | K. Lierse SK   | Vlag van België | Tweede Klasse      | 3          | 1          | 1     | 0     | —              | —              | 4      | 1      |
| Carrièretotaal | Carrièretotaal | Carrièretotaal  | Carrièretotaal     | 4          | 1          | 1     | 0     | 0              | 0              | 5      | 1      |

Bijgewerkt t/m 10 oktober 2015.